# Сэндс-фьорд
Сэндс-фьорд — фьорд на Земле Пири, в северной Гренландии. На севере фьорд выходит в море Линкольна Северного Ледовитого океана.
Фьорд был назван Робертом Пири в честь Хейдена Сэндса, одного из членов Арктического клуба Пири.

## География
Сэндс-фьорд расположен примерно в 20 километрах северо-западнее мыса Морриса Джессупа, около 30 километров к востоку от Бенедикт-фьорда. Направление фьорда — с юга на север, а его протяжённость примерно на 12 километров.
С западной стороны устье фьорда ограничено мысом Ганса Эгеде. По обеим сторонам фьорда расположены горы достигающие высоты в 800 метров. В Сэндс-фьорд спускается ледник Макмиллана.

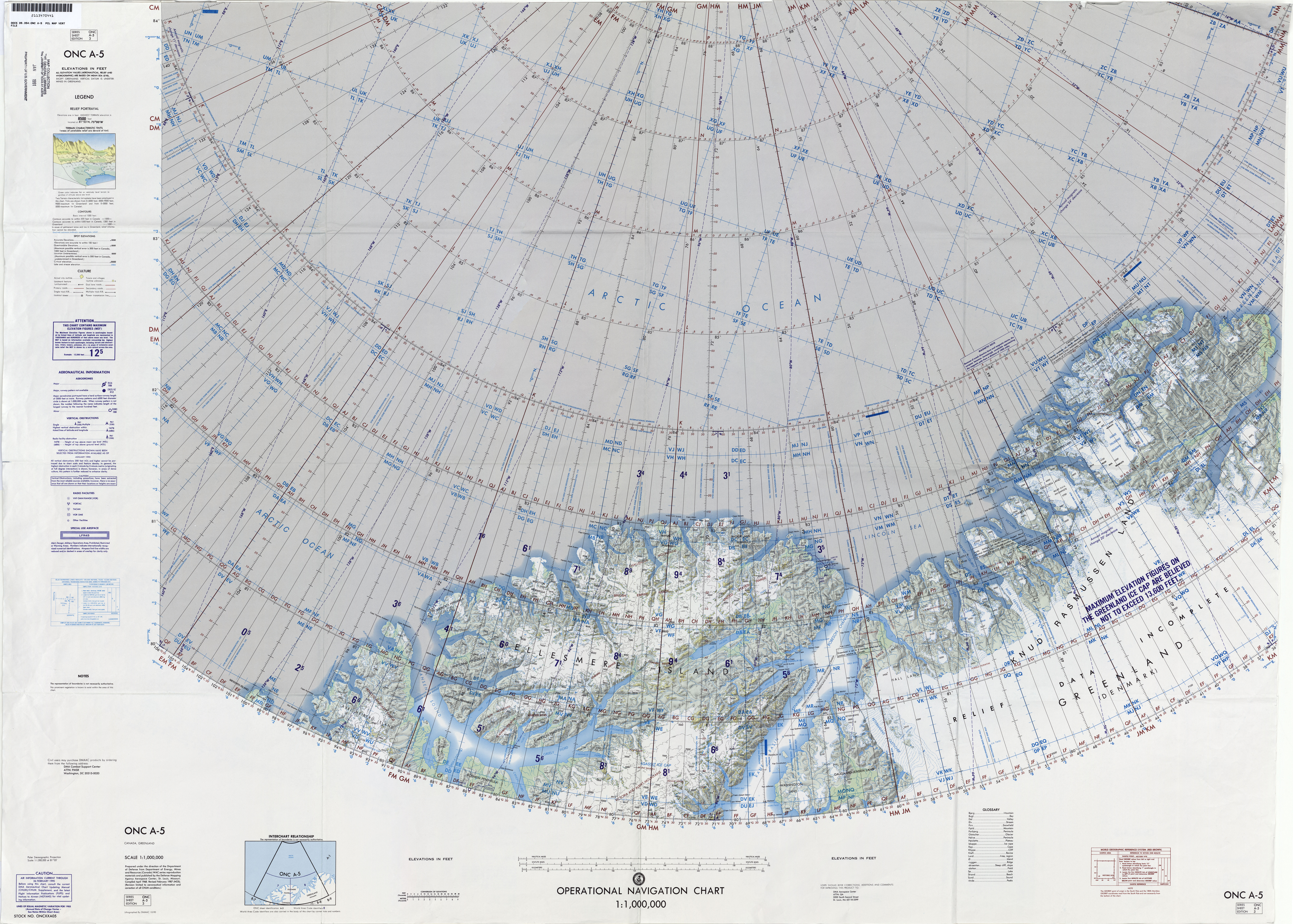
Карта северного острова Элсмир и далекой Северной Гренландии.